# Karoline von Günderrode
Karoline Friederike Louise Maximiliane von Günderrode (Alemanha, 11 de fevereiro de 1780 — Alemanha, 26 de julho de 1806) foi uma poetisa e filósofa romântica alemã, cuja obra aborda temas como opressão de gênero, morte, amor e cosmologia. 

## Obras
- Gedichte und Phantasien (1804); sob o pseudônimo "Tian"
- Poetische Fragmente (1805)
- Udohla (1805), drama.
- Magie und Schicksal (1805)
- Geschichte eines Braminen (1805);  sob o pseudônimo "Tian"
- Nikator (1806); sob o pseudônimo "Tian"
- Der Juengling der das Schönste sucht (1806).
- Meleté (1806); publicação póstuma em 1906.